# Нойштадт (Гессен)
Нойштадт (нем. Neustadt) — город в Германии, в земле Гессен. Подчинён административному округу Гиссен. Входит в состав района Марбург-Биденкопф. Население составляет 8846 человек (на 31 декабря 2010 года). Занимает площадь 56,88 км². Официальный код — 06 5 34 016.

## Фотографии

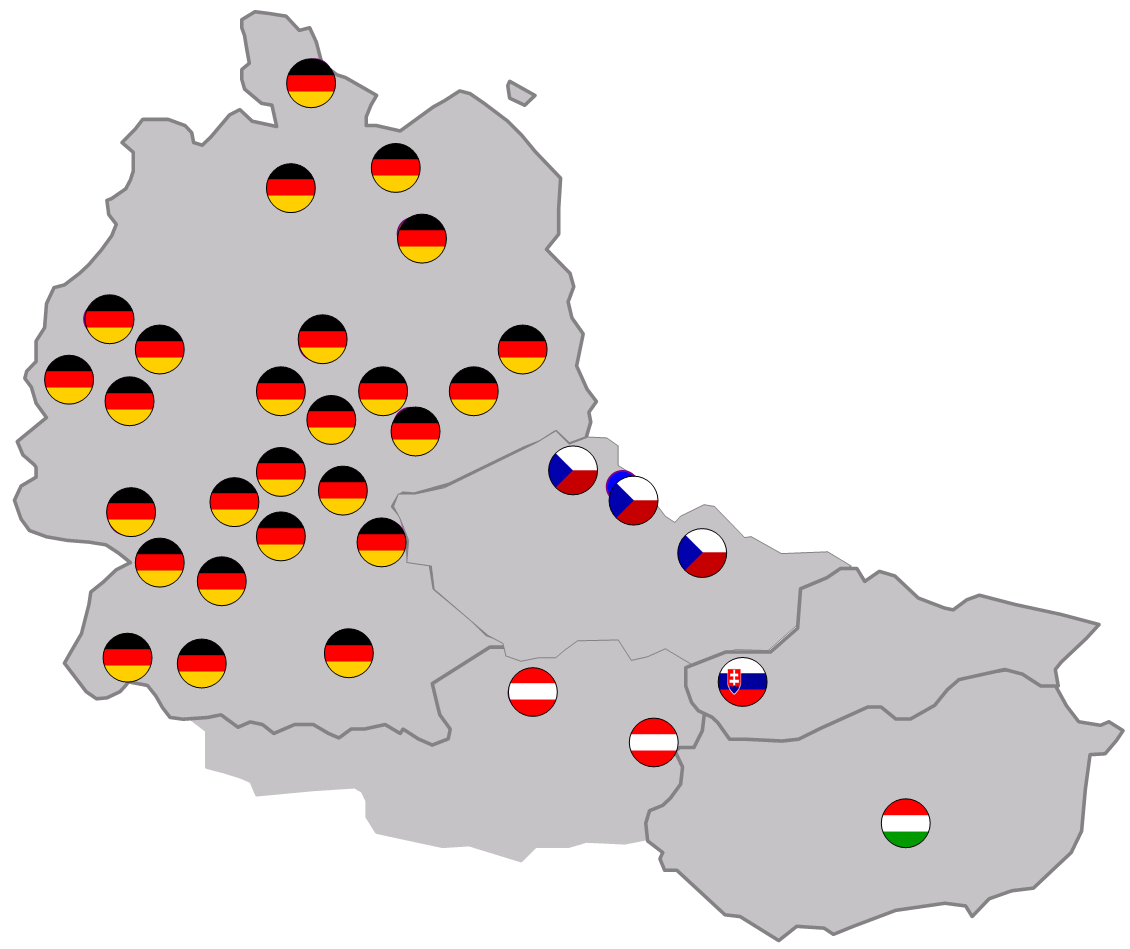
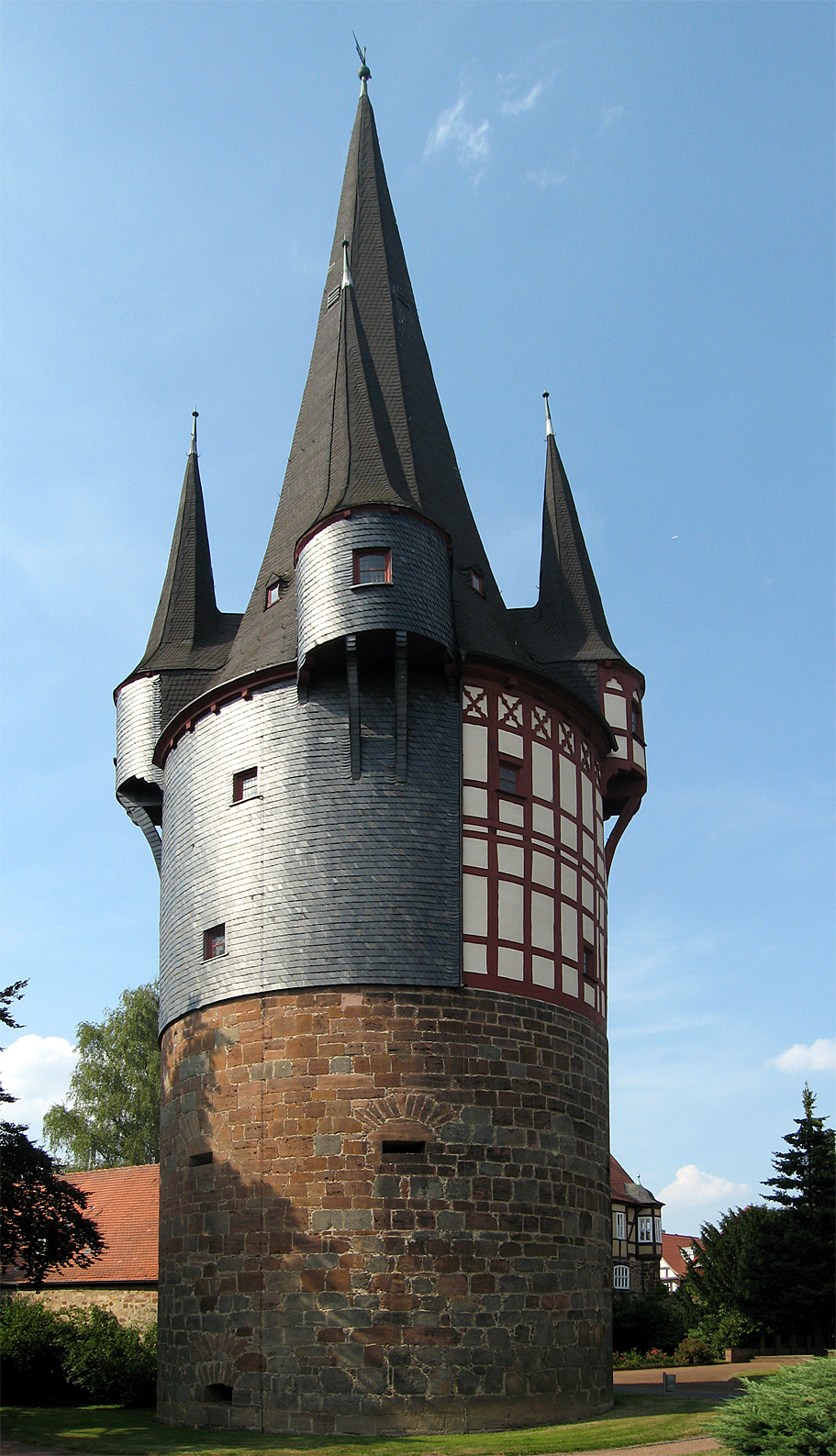
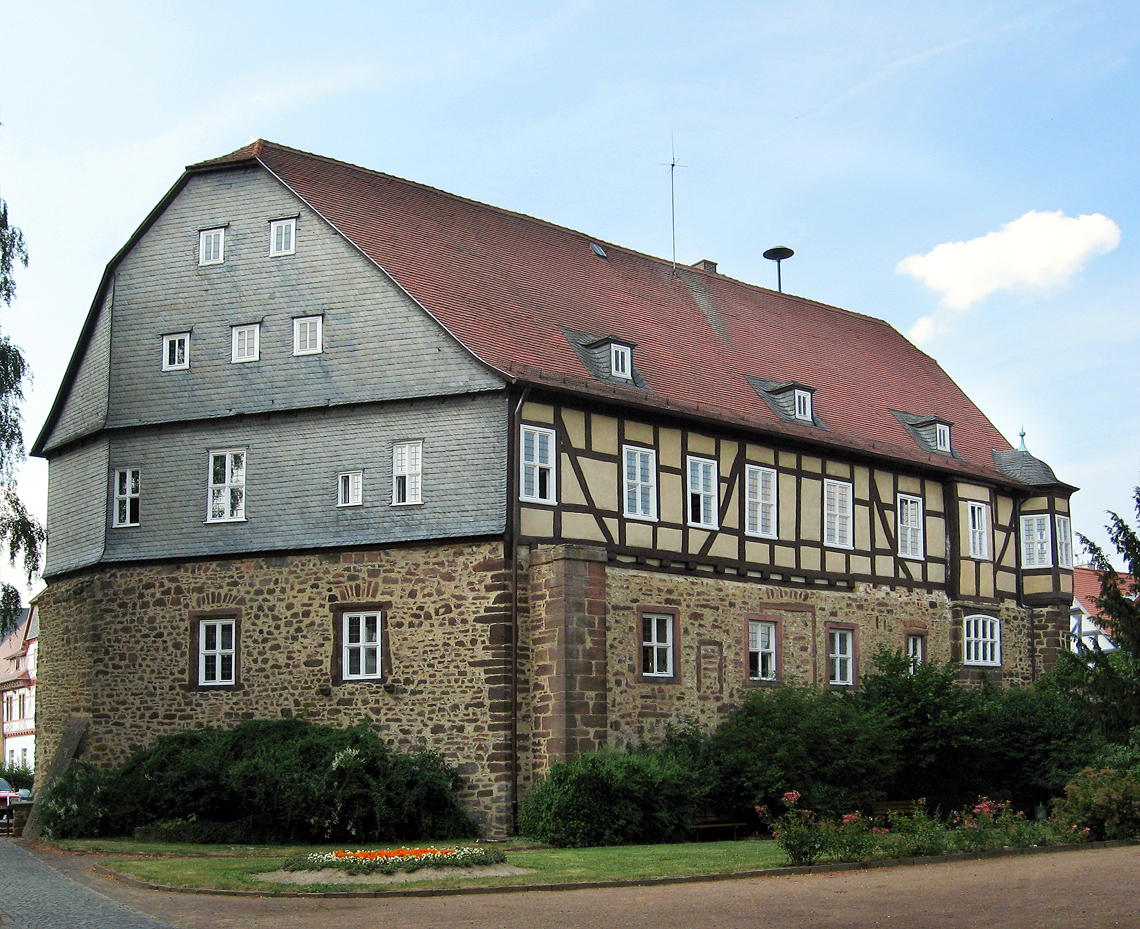
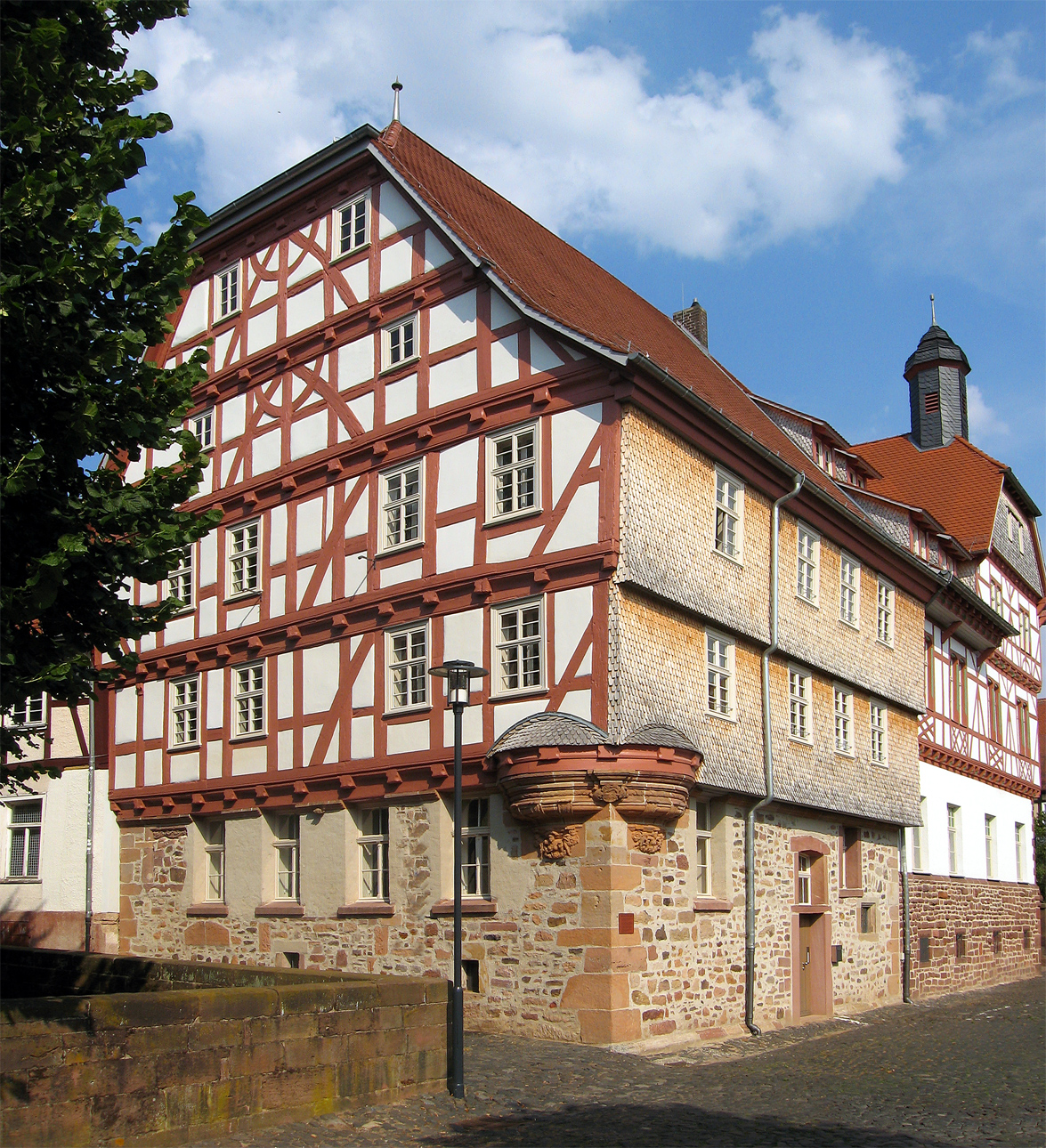
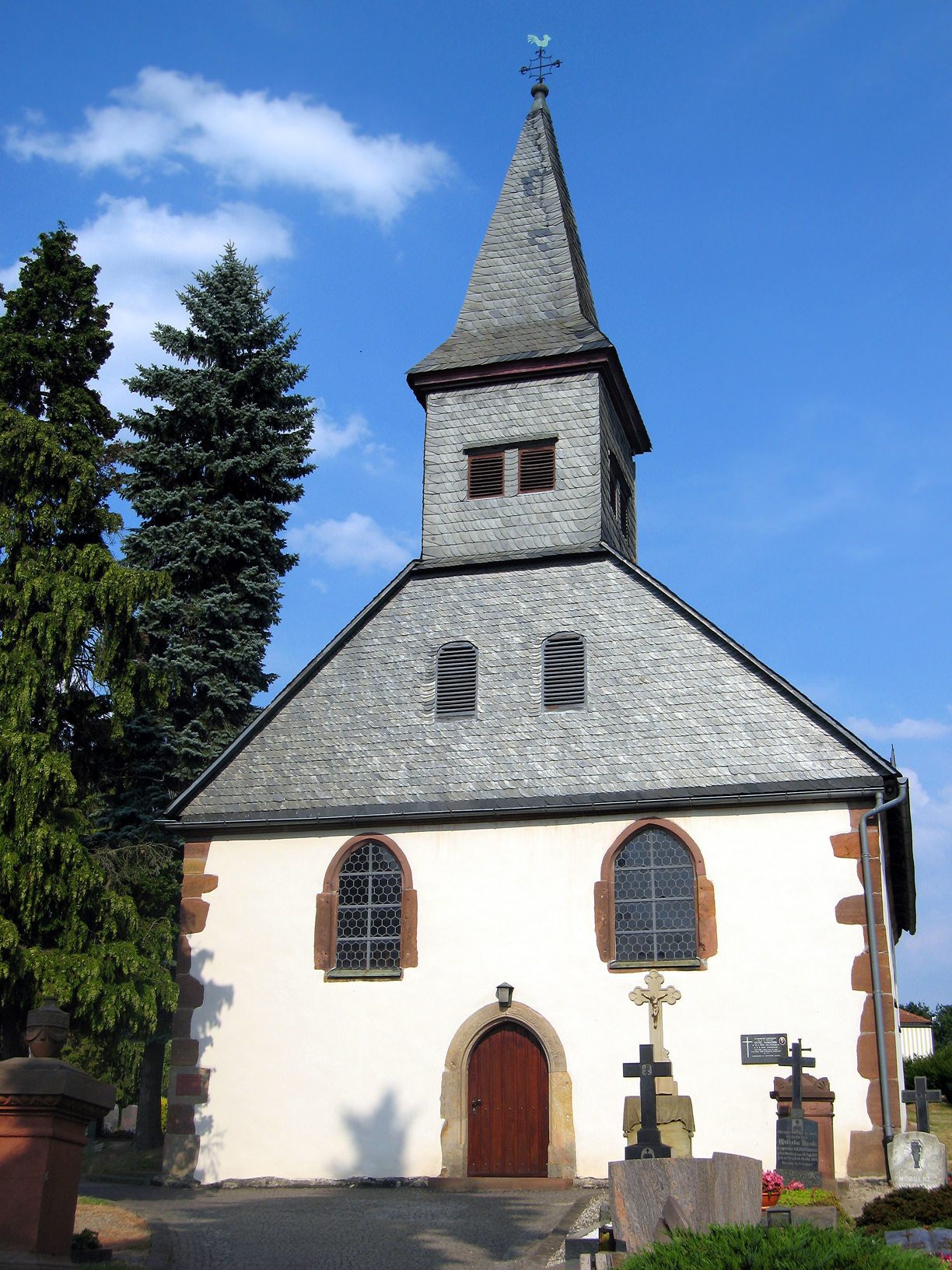
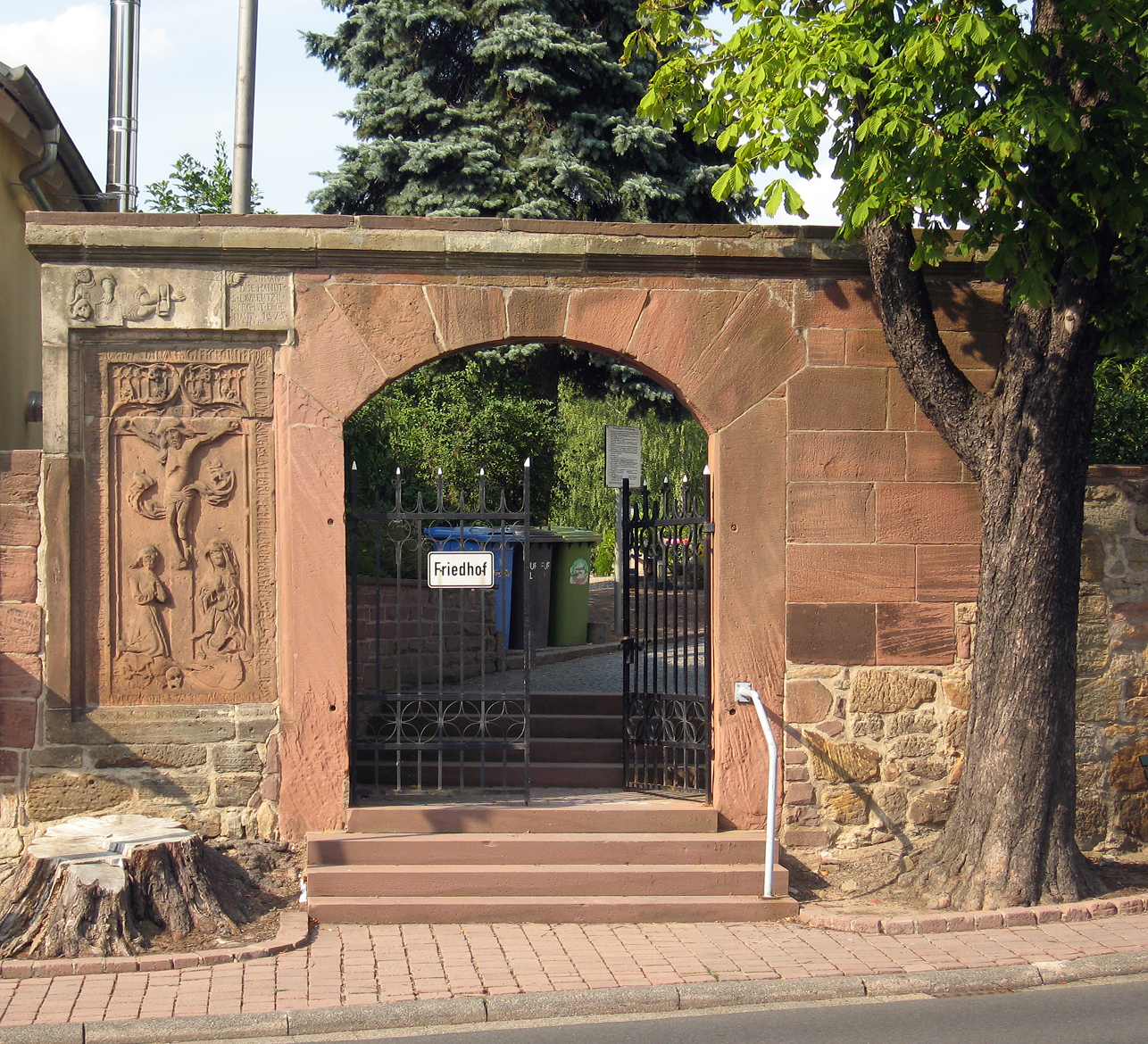
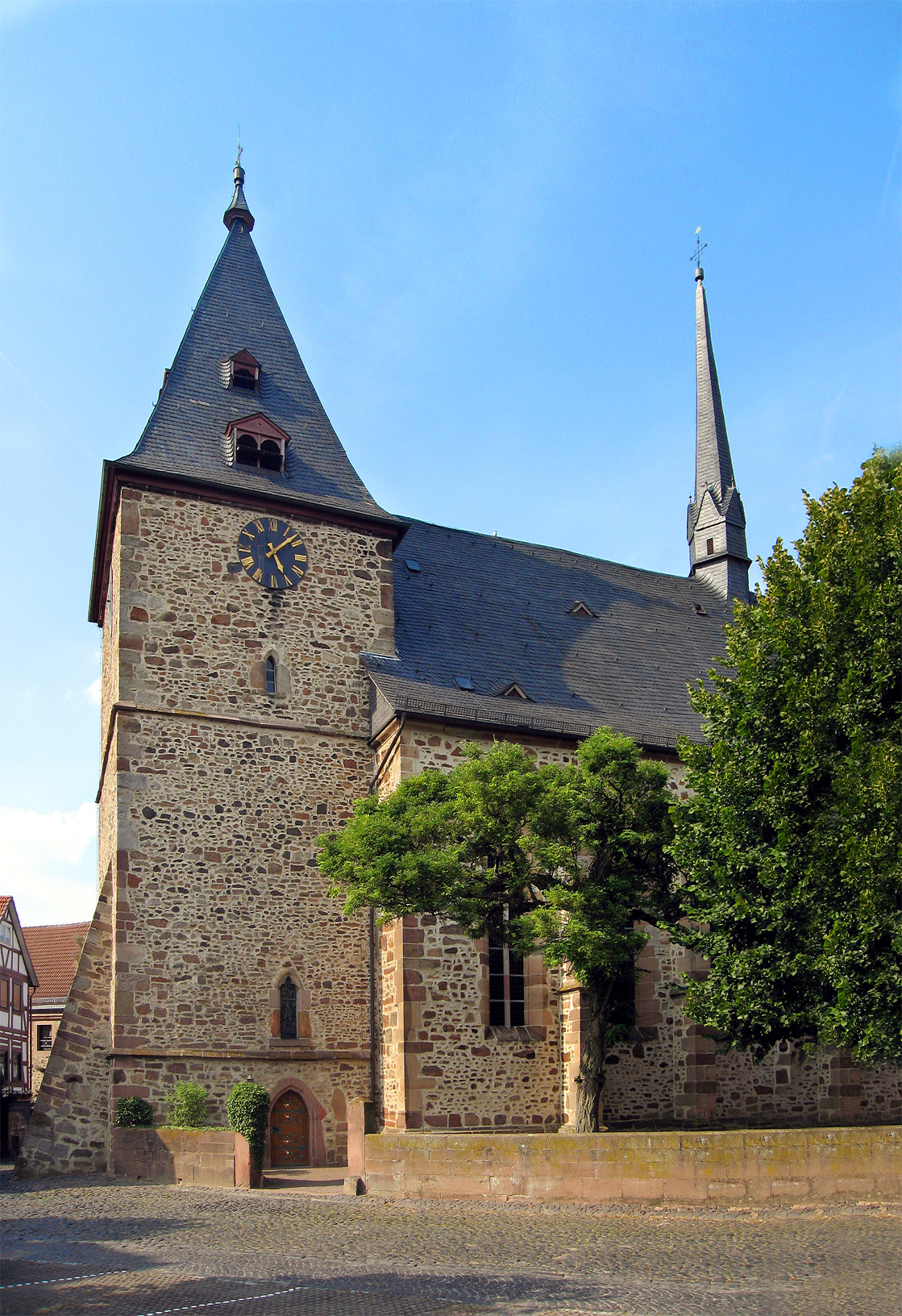
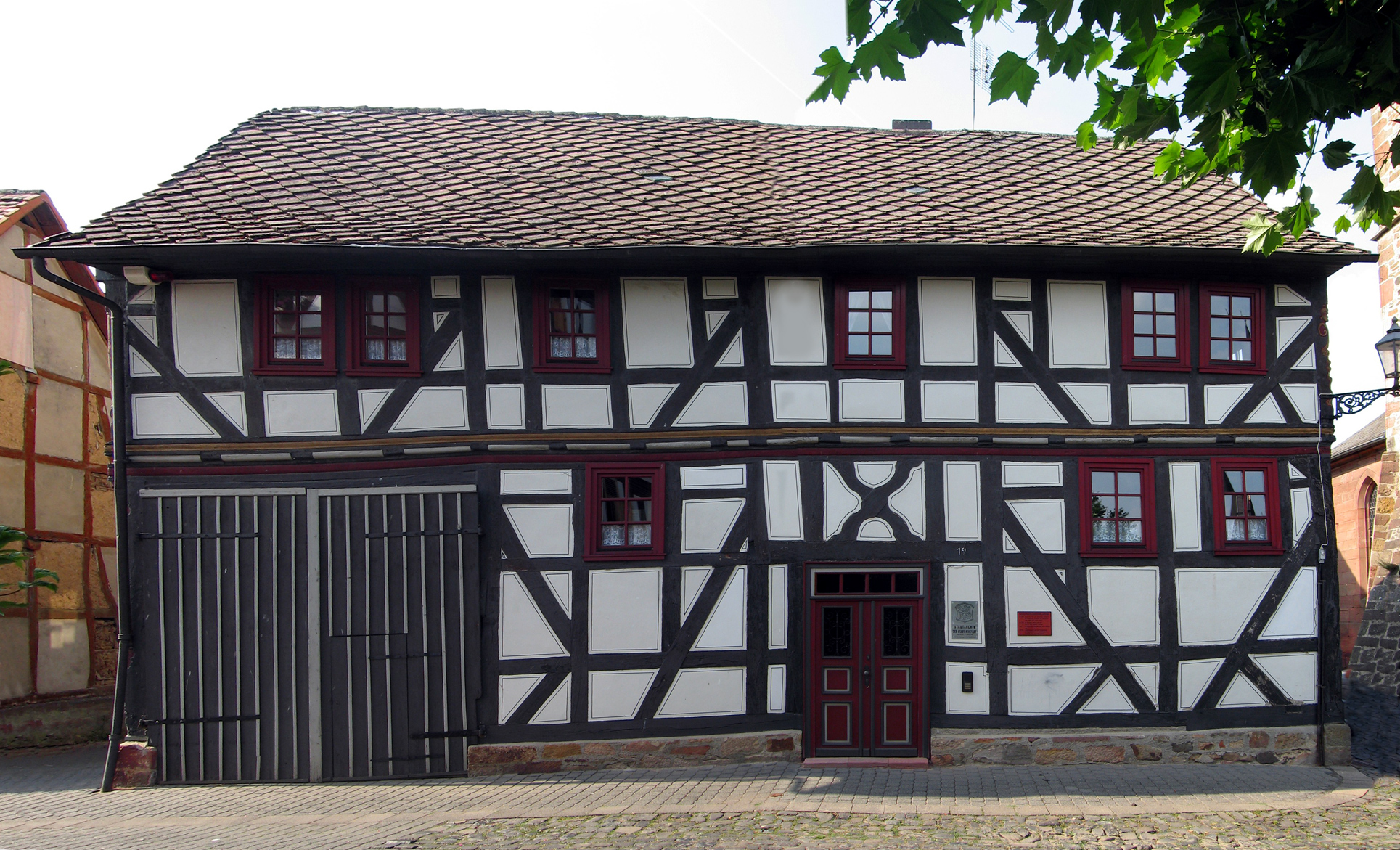